# Pierluigi Collina
Pierluigi Collina (Bolonha, 13 de fevereiro de 1960) é um ex-árbitro italiano de futebol. Atualmente, é dirigente arbitral, inscrito na seção Associação Italiana de Árbitros (AIA) de Viareggio. e é consultor e presidente no comité de arbitros da FIFA desde 2007
Juiz da final da Copa do Mundo de 2002, foi eleito pela IFFHS o melhor árbitro de todos os tempos.

## Carreira
Filho único de um funcionário público e uma professora, Pierluigi Collina nasceu em Bolonha e, quando criança, sequer cogitava que poderia se consagrar através do futebol. Algo improvável para um apaixonado pelo basquete, torcedor fanático da Fortitudo Bologna, e que deixava o calcio para acompanhar na televisão sua Lazio. Não se animava com a carreira de jogador, depois de dois anos como líbero titular dos Allievi da Pallavicini, velha equipe emiliana. Uma lesão  "salvou-o", Collina passou a apitar os treinamentos dos seus companheiros e não demorou a fazer um curso na cidade.
Desde seu início como árbitro, em 1977, com apenas 17 anos, Collina passou a ser observado pelos dirigentes da cidade. Assim, bastou três anos para alcançar o nível máximo regional, a Promozione, e mais três para atingir as divisões inferiores italianas. Na mesma época, sofreu com uma grave alopecia ao perder todos os cabelos, naquele sinal que o acompanharia na fama. Bem formado em Economia pela Universidade de Bolonha, mudou-se para Viareggio em 1991, quando tornou-se consultor financeiro de um banco. Neste ano, também estreou pela Serie A, apitando uma vitória simples do Verona sobre o Ascoli, em 15 de novembro. Ao fim da temporada, anotaria um recorde de partidas para um juiz estreante na primeira divisão: oito.
Collina ganhou o seu distintivo FIFA em 1995. A partir daí, se destacou internacionalmente. Apitou Nigéria x Argentina que valeu aos africanos o ouro da Olimpíada de 1996; o histórico Manchester United x Bayern de Munique na final da Champions League de 1999; o pentacampeonato do Brasil sobre a Alemanha na Copa do Mundo de 2002; além da Copa de 1998 e da Euro 2000. Ainda foi eleito seis vezes o melhor ábitro do mundo pela IFFHS, sete vezes o melhor italiano pela Associação Italiana de Jogadores (AIC) e ganhou a ordem mais alta de reconhecimento no país do então presidente Carlo Azeglio Ciampi.
No final da temporada 2004-05 tinha 45 anos, idade na qual os árbitros são obrigados a deixar o apito, e a Federação Italiana (FIGC) mudou o seu regulamento para manter Collina nos campos por mais um ano. Como já tinha assinado um contrato publicitário de 800 mil euros anuais com a Opel, patrocinadora do Milan, acabou acusado pela Associação Italiana de Árbitros (AIA) de conflito de interesses e convocou uma conferência de imprensa para anunciar a sua aposentadoria do futebol. A sua última partida foi o empate sem gols entre Pavia e Bari pela Coppa Italia, em 21 de agosto de 2005, na qual os biancorossi venceram nos pênaltis. Foram 240 partidas pela Serie A e mais 109 internacionais, além de 79 na Serie B e 42 na Coppa Italia.
Em julho de 2007, foi nomeado designador dos árbitros e consultor técnico-atlético do comitê nacional da AIA, se responsabilizando pelas Series A e B. Em janeiro de 2010, foi eleito pela IFFHS o melhor árbitro de futebol da história. Entre suas contribuições para a área, está uma das grandes definições da profissão, expressa à revista do Corriere della Sera, em 2006: "Sábio é quem pensa. O árbitro não pode ser sábio. Deve ser impulsivo. Deve decidir em três décimos de segundo".

## Prêmios
- Prêmio Bernardi para o melhor estreante na Serie A, 1992
- Prêmio Dattilo para o melhor árbitro internacional, 1997
- Prêmio Mauro para o melhor árbitro da Serie A, 1999
- Oscar del Calcio AIC atribuído pela Associação Italiana de Jogadores para o melhor árbitro, 1997, 1998, 2000, 2002, 2003, 2004, 2005
- Melhor árbitro do ano, votado pela Federação Internacional de História e Estatística do Futebol (IFFHS), 1998, 1999, 2000, 2001, 2002, 2003
- Prêmio da Football Association of Ireland como esportista estrangeiro do ano, 2005
- Comendador da Ordem de Mérito da República Italiana, uma honra dada "motu próprio" pelo presidente Ciampi 7 de janeiro de 2003
- Melhor árbitro do mundo da IFFHS: 1998, 1999, 2000, 2001, 2002 e 2003[5]
- Grau "honoris causa" em Ciências pela Universidade de Hull (GB)
- Inserido no Hall da Fama do futebol italiano na categoria "Árbitro italiano", 2011